# Ахмад Джамал
Ахмад Джамал (на английски: Ahmad Jamal) е джаз пианист, композитор и аранжьор, роден в Питсбърг, САЩ.
Той е сред любимите пианисти на Майлс Дейвис и оказва влияние върху Първия голям квинтет (Дейвис, Колтрейн, Гарлънд, Чембърс, Джоунс). Дейвис дълго време се възхищава на начина, по който Джамал използва пространството и създава своята динамика, и дори инструктира Уинтън Кели да звучи като Джамал във „Freddie Freeloader“ от албума „Kind of Blue“ (1959).
През 1980-те години Джамал започва да гастролира по-често из САЩ и в Европа, в клубове и на фестивали. Обикновено е съпровождан от басиста Джеймс Кемък и барабаниста Идрис Мухамад. Свирил е и със саксофониста Джордж Коулман.
Роден е в Питсбърг в щата Пенсилвания. Рожденото му име е Фредерик (Фреди) Ръсел Джоунс, но той го променя на Ахмад Джамал с приемането на исляма през 1952 г. Фредерик учи в гимназията „Джордж Уестингхаус“ в родния Питсбърг. С пианото се запознава, когато е на 3 години, и започва да изучава инструмента на 7-годишна възраст под ръководството на Мери Кардуел Досън.
Включва се в оркестъра на Джордж Хъдсън в края на 1940-те години, но се разделя с него поради различия в музикалните възгледи. Първият му албум „Ahmad's Blues“ е записан през 1951 г. със звукозаписната компания „Okeh“. Скоро след това се присъединява към групата „The Four Strings“, но тя се разпада. През 1951 г. основава „The Three Strings“ заедно с басиста Израел Кросби и китариста Рей Крофорд. Последният по-късно е заменен от Върнъл Фурние.
На 16 и 17 януари 1958 г. триото свири в зала „Пършинг“ в чикагския хотел „Пършинг“ и впоследствие издава материала под формата на лайв албум, озаглавен „But Not for Me“, който е сред 10-те най-продавани албуми месеци наред. Песента „Poinciana“, с която Джамал добива известност, е записана за първи път именно на този албум.

## Биография
Джамал се ражда в Питсбърг, щата Пенсилвания. Той започва да свири на пиано, когато е на 3. Според един анекдот, веднъж неговият чичо Лорънс провокира малкия Ахмад да повтори това, което е изсвирил. Формалното обучение на Джамал на пиано стартира на 7-годишна възраст, при учителката Мери Кардуел Доусън, която той описва като голям фактор. Неговите питсбъргски корени остават неделима част от идентичността му („Питсбърг означава всичко за мен и това все още е вярно“, казва той през 2001). В този град той се заравя в музиката на джаз творци като Ърл Хайнс, Били Стрейхорн, Мери Лу Уилямс, както и Ерол Гарнър. Джамал също така учи при пианиста Джеймс Милър и започва да свири професионално, когато е на 14. В този момент, той е признат за „бъдещо величие“ от пианиста Арт Тейтъм. Когато един нюйоркски критик го пита за навиците му спрямо практиката, Джамал коментира така: „Аз практикувах и практикувах, при една отворена врата, като се надявах, че някой ще дойде и ще ме открие. Никога не съм бил практик в смисъл на 12-часов работен ден, но винаги съм мислил за музиката. Мисля за музика през цялото време.“

## Кариера
След завършването на гимназията „Джордж Уестингхаус“ през 1948 г., Джамал започва да прави турнета с оркестъра на Джордж Хъдсън. Той се присъединява към концертната група Фор Стрингс, която не след дълго се разпуска след като цигуларя Джо Кенеди – младши си тръгва от нея. През 1950 г. се преселва в Чикаго (където променя името си на Ахмад Джамал) и свири от време на време с местни музиканти като саксофониста Фон Фриман и Клод Маклин, както и като индивидуален музикант в Палм Тавърн, където понякога е съпровождан от барабаниста Айк Дей.
Той прави първите си кратки записи за Оке през 1951 г. с Три Стрингс (които по-късно се прекръстват на Трио Ахмад Джамал, въпреки че Джамал предпочита да избягва термина „трио“): другите членове са китаристът Рей Крофорд и баскитаристите Еди Калхун (1950 – 52), Ричард Дейвис (1953 – 54) и Израел Кросби (от 1954 г.) Три Стрингс договарят разширен ангажимент в чикагския Блу Ноут, но славата ги застига едва след като свирят в Ембърс в Ню Йорк. Тогава Джон Хемънд ги чува и ги привлича към Оке Рекърдс. Хемънд е звукозаписен продуцент, който открива талантите на музиканти като Бени Гудман, Били Холидей и Каунт Бейси, като също така помага на триото на Джамал да постигне критически завоевания. Джамал записва музика и за Парът (1953 – 55) и Епик (1955), като използва схемата от един пианист, един китарист и един баскитарист. Триото сменя звученето си след като Крофорд е заместен от барабаниста Върнъл Фурние през 1957 година. Групата работи като „Хаус Трио“ в чикагския хотел Пършинг. Триото издава концертния албум But Not for Me, която застава в класацията за най-добри продажби за цели 108 седмици. Добре известната песен Poinciana е записана за първи път на този албум.